# Luiza Andaluz

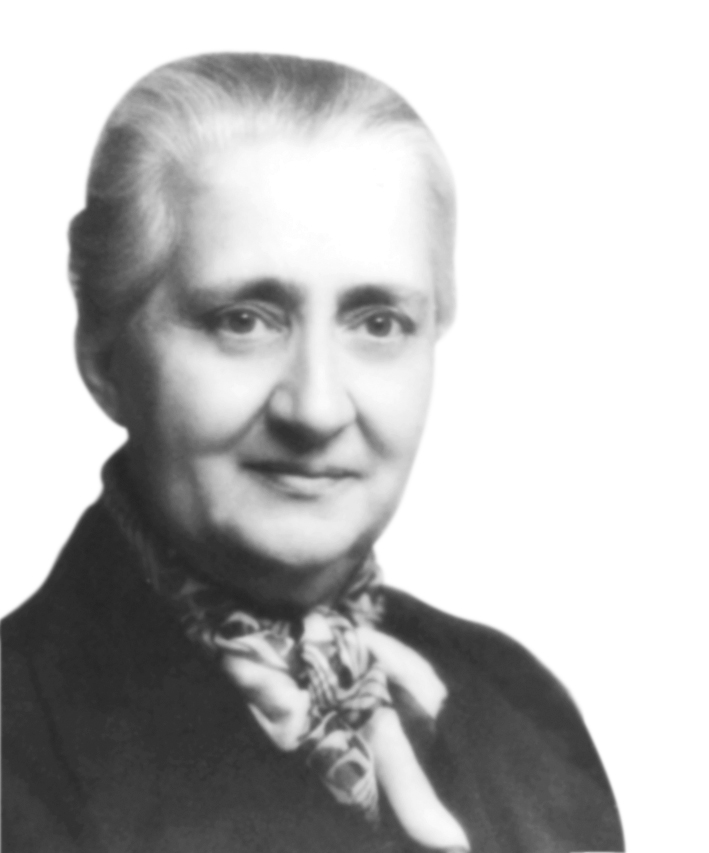
Luiza Andaluz

Luiza Andaluz (* 12. Februar 1877 in Marvila; † 20. August 1973 in Lissabon) war eine portugiesische katholische Ordensschwester, für die seit 1977 ein Seligsprechungsprozess betrieben wird.

## Leben

### Kindheit und Bildung
Luiza Andaluz war das fünfte von sechs Kindern des Zivilgouverneurs António Júlio de Sousa Vadre Santa Marta de Mesquita e Melo († 1914) und ihrer Mutter Ana Joaquina Langstroth Figueira († 1915). Ihr vollständiger Name lautet: Luisa Maria Langstroth Figuera De Sousa Vadre Santa Marta Mesquita e Melo. Andaluz religiös-pädagogisches Engagement geht wesentlich auf die Reformpädagogik ihrer amerikanischen Mutter zurück, die bis zu ihren 12. Lebensjahr in Philadelphia lebte, und wird als eine Reaktion auf die Armut der portugiesischen Bevölkerung zu Beginn des 20. Jahrhunderts sowie auf die gesellschaftliche Not von Waisenkindern interpretiert. Von ihrem Vater lernte sie politisch-diplomatische Aktionen zu leiten.
Luiza Andaluz genoss eine umfassende, auch musikalische, Bildung und lernte durch ihre englische und deutsche Gouvernante zahlreiche Fremdsprachen, wodurch die Korrespondenz mit der US-amerikanischen Ordensgründerin Katharine Maria Drexel erleichtert wurde, mit der sie mütterlicherseits weitläufig verwandt war. Das Erlernen ihrer Muttersprache oblag dem Hauslehrer, einem römisch-katholischen Priester. Ihr Vater unterhielt mit José Sebastião Neto, dem Kardinal von Lissabon, eine freundschaftliche Beziehung, den er in regelmäßigen Abständen in seinem Haus begrüßen durfte.
Die christlichen Initiationssakramente empfing Andaluz am 15. März 1877 (Taufe), 20. März 1885 (Firmung) sowie am 13. April 1989 (Erstkommunion). Bereits im frühen Kindesalter zeigte sich ihr Hang zur christlichen Verkündigung, indem sie leseunkundigen Kindern kleinere Glaubensunterweisungen vorlas. Ihre Kindheit und Jugend war gezeichnet vom Prozess des ideologischen und politischen Wandels ihrer Heimat, dem Britischen Ultimatum von 1890 sowie der Sozialen Frage, die zur Neudefinition des Katholizismus beitrug und in der Sozialenzyklika Rerum Novarum (1891) von Leo XIII. mündete.

### Jugend und Katholische Aktion
Ab 1891 half die damals 14-Jährige auf Einladung von Kardinal Neto im Rahmen der Katholischen Aktion bei der Erziehung verarmter und gefährdeter Kinder im „Externato de Nossa Senhora dos Inocentes“, einer dem Konvent der Kapuzinerinnen von Santarém angegliederten Tagesschule. 1901 übernahm sie die Leitung dieser Institution und baute dessen soziales Netzwerk aus, um weitere Spenden zu lukrieren, die vor allem aus Adelskreisen flossen. 1905 wurde dadurch der Bau eines weiteren Klassenraumes ermöglicht. Mit der Besetzung und Enteignung des Klosters nach der Proklamation der Ersten Portugiesischen Republik und des antiklerikalen „Gesetz der Trennung“ (lei da separação) wurden die Schwestern vertrieben, der weitere Schulbetrieb unterdrückt.
1914 eröffnet sie unter politischen Auflagen eine Schule in Lissabon. Am 15. August 1915 entschloss sie sich, ein kontemplatives Leben als Karmelitin zu führen. Zuvor waren beide Eltern verstorben und ihre Schwester Eugénia im März 1915 in einen Karmel bei Pamplona eingetreten. Die Priorin bestätigte zwar eine Berufung zum gottgeweihten Leben, ermutigte Andaluz aber zum Apostolat. 1915 reifte der Gedanke, eine neue religiöse Kongregation zu gründen, die sich sowohl kontemplativen als auch apostolischen Zielen widmen soll. Im selben Jahr wurde ihr die Teilverantwortung der Töchter Mariens (Associação das Filhas de Maria) übertragen.

### Arbeit als Lehrerin
Zwischen 1917 und 1922 arbeitete Andaluz als Lehrerin an verschiedenen Schulen Lissabons, zuletzt an der französischen Nationalkirche Saint-Louis-des-Français in Lissabon. Hier knüpfte sie Kontakte mit Priestern der Lazaristen und Schwestern der Vinzentinerinnen; beides Orden mit vielfältiger Tradition in Schulunterricht und Armenfürsorge und zudem erfahren in der Expansion. Andaluz hielt während dieser Zeit am Wunsch fest, Karmelitin zu werden, besuchte ihre Schwester Eugénia jedes Jahr in Pamplona und versuchte, für die von ihr geführte pädagogische Einrichtungen geeignete Nachfolger zu finden. Zeitgleich wurde sie vom Leiter der Laienorganisation der Töchter Mariens (Associação das Filhas de Maria), deren Ziel die Wiedererrichtung des katholischen Schulwesens in Portugal war, aufgrund von Strukturfragen unter Druck gesetzt.
Beim Besuch im September 1922 informierte sie ihre Schwester über ihre Absicht, eine religiöse Gemeinschaft zu gründen, die den Fortgang ihrer Institutionen sichern sollte. Während dieser Reise hatte Andaluz die Gelegenheit, an der Reliquienprozession Franz Xavers, eines Wegbereiters christlicher Mission in Ostasien, teilzunehmen, dessen Jubiläum gerade in Pamplona gefeiert wurde. Sie beschrieb dieses Ereignis als tief beeindruckend und Triebfeder für ihren weiteren missionarischer Eifer.

### Ordensgründung
Nach ihrer Rückkehr im Oktober 1922 folgte in Absprache mit dem Erzbischof von Évora, Mendes da Conceição Santos, und drei weiteren Gleichgesinnten der Entschluss, eine Gemeinschaft zu gründen. Mit 13 Frauen pilgerte Andaluz am 13. Mai 1923 nach Fátima; einige Monate später trat sie dieser Gemeinschaft selber bei. Die Gründung der Kongregation der Dienerinnen Unserer Lieben Frau von Fatima (Congregação das Servas de Nossa Senhora de Fátima) erfolgte am 15. Oktober 1923 in einem angemieteten Haus in Santarém.
Im Februar 1926 sah sich die junge Gründung mit einer abfälligen Kampagne der anarcho-syndikalistischen Zeitung „A Batalha“ konfrontiert. In den folgenden Jahren wurden mehr als zwei Dutzend neuer sozialpädagogischer Einrichtungen in folgenden portugiesischen Städten eröffnet: Évora, Redondo, Viana do Alentejo, Portalegre Extremoz sowie in Coimbra, Almeirim, Muge und Caldas da Rainha. Am 17. Februar 1924 ersteigerte Andaluz mit Spendengeldern das säkularisierte Kloster der Kapuzinerinnen in Santarém, nachdem das Mutterhaus testamentarisch der politischen Gemeinde von Santarém zugefallen war. 1933 betrieb die Kongregation 22 Häuser und hatte 180 Postulantinnen. Die Kongregation gründete in den Folgejahren weitere pädagogische Einrichtungen oder konnte bestehende durch das Wachstum ihrer Mitglieder in den Verband eingliedern.
1932 betraute der Erzbischof von Évora, Mendes da Conceição Santos, den Kirchenrechtler Manuel Nunes Formigão mit den Entwurfsarbeiten für die Konstitutionen. Formigão schien insofern dafür geeignet, da seine Spiritualität durch die Privatoffenbarungen von Fatima geprägt und er 1917 eingeladen wurde, das Ereignis und die Seherkinder zu untersuchen.
Zwischen 1933 und 1936 verhinderte der sich 1934 ereignete Abgang einer größeren Anzahl von Schwestern die Errichtung neuer Häuser. Von 1936 bis 1939 mussten viele pädagogische Einrichtungen anderen religiösen Organisationen oder Laiengruppierungen übertragen werden, wobei der Fokus auf die religiöse Formation und die Heranbildung des katholischen Ordenslebens beibehalten wurde.

### Profess und Generaloberin
Am 11. Oktober 1939 wurde die Gründung als Kongregation bischöflichen Rechts anerkannt, worauf Andaluz und weitere Schwestern ihre Profess ablegten. Als Generaloberin leitete Andaluz ihre Gründung bis Januar 1953. In den 1940er Jahren gründete Andaluz Sozialeinrichtungen in Golegã, Porto, Ericeira, Benedita, Valado dos Frades und übernahm eine Sozialstation in Entroncamento.
Am 31. März 1940 legte sie die ewigen Gelübde ab. Nach Abschluss des 2. Generalkapitels im Januar 1953 war Andaluz nicht länger Generaloberin ihrer Gründung, die auch in dieser neuen Phase dem Gründungsideal treu blieb. 1972 erfolgten auf Einladung des Bischofs von Nampula in Mosambik Gründungen in Afrika.

### Tod und Seligsprechung
Zum Zeitpunkt ihres Todes am 20. August 1973 bestanden 30 Niederlassungen ihrer Gründung in Portugal und Mosambik. Am 13. Oktober 1981 bestätigte der Heilige Stuhl die Statuten der Kongregation. Ihr Seligsprechungsprozess wurde 1997 in Lissabon eröffneten und im Juli 2000 auf diözesaner Ebene abgeschlossen. Am 18. Dezember 2017 bestätigte Papst Franziskus ihren heroischen Tugendgrad.

## Pädagogisches Konzept
Andaluz pädagogisches Konzept beruhte auf einem christlich durchformten Erziehungswesen, das unabhängig von Ideologie oder Religion, die integrale Bildung der Kinder forcierte und neben der Schulbildung sowie den moralischen Grundprinzipien der katholischen Religion auch handwerkliche Lehrgänge in den Vordergrund rückte. Die technische Ausbildung Jugendlicher in den Arbeitshäusern (Casas de Trabalho) sollte den Grundstock für weitere Lebensgrundlagen setzen. Mit dieser sozialpädagogischer Bildungsidee verband Andaluz die Hoffnung, menschlich und gesellschaftlich Werte im Umfeld der Schulen zu stärken.

## Auszeichnungen
- 1922: Ehrenkreuz Pro Ecclesia et Pontifice für ihre pädagogischen Verdienste im Bereich der Waisenfürsorge[15]